# Joachim Wasserschlebe

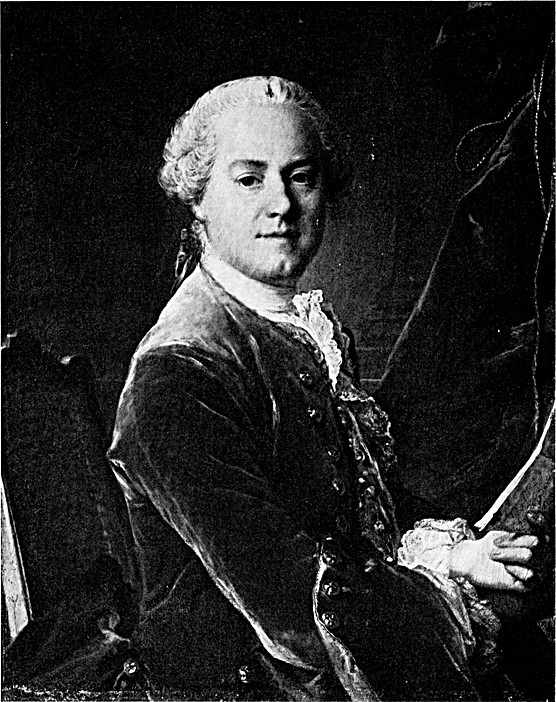
Porträt Joachim Wasserschlebe ca. 1745, Louis Tocqué zugeschrieben

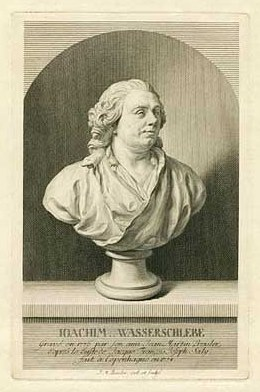
Johann Martin Preissler (nach der Büste von Saly): Joachim Wasserschlebe

Joachim Wasserschlebe, auch Wasserschleben (* 29. April 1709 in Salzwedel; † 13. März 1787 in Wassersleben), war ein deutscher Verwaltungsjurist in dänischen Diensten und Kunstsammler.

## Leben
Wasserschlebe entstammte einer zur Ratsfähigkeit aufgestiegenen Familie in Salzwedel. Er besuchte die Lateinschule seiner Heimatstadt und studierte Rechtswissenschaften in Halle (Saale). Nach einer Zeit als Hofmeister in Hamburg wurde er 1731 Privatsekretär des dänischen Gesandten am Französischen Hof in Paris Werner von der Schulenburg. Er wurde 1738 in den dänischen Staatsdienst übernommen und stieg zum Legationssekretär und mehrmaligen Charge d’Affaires in Paris auf. 1741 erwarb er im Auftrag des dänischen Königs Christian VI. 140 Gemälde im Pariser Kunsthandel für die Ausstattung von Schloss Christiansborg, wo sie 1794 verbrannten. 1750 ermöglichte er dem jungen Bildhauer Johannes Wiedewelt einen Studienaufenthalt in Paris.
Durch Förderung von Johann Hartwig Ernst von Bernstorff wurde er 1752 in das auswärtige Department der Deutschen Kanzlei nach Kopenhagen versetzt. Aufgrund seiner exzellenten Beziehungen zum Kunstmarkt war er 1754 an der Berufung von Jacques-François-Joseph Saly zum Direktor der neuen Kunstakademie Kopenhagen erheblich beteiligt und wurde sogleich zu deren Ehrenmitglied ernannt. Auch an der Berufung weiterer in Europa anerkannter Künstler nach Kopenhagen hatte er entscheidenden Anteil. Er wurde 1760 Etatsrat und 1768 Konferenzrat.
Mit dem Sturz Bernstorffs durch Johann Friedrich Struensee 1770 verlor auch Wasserschlebe Ämter und Einfluss; er blieb aber in Kopenhagen und kümmerte sich um Bernstorffs Vermögensangelegenheiten. Nach dem Sturz Struensees 1772 kehrte er nicht in den Staatsdienst zurück. 1778 siedelte er nach Flensburg zu seiner verwitweten Schwester und ihren Kindern über und erbaute sich einen kleinen Landsitz an der Flensburger Förde. Zur Finanzierung der Baukosten verkaufte er 1783 etwa 90 % seiner Sammlung von Kupferstichen an die Dänische Königliche Bibliothek. Die restlichen 10 % und seine Bibliothek wurden 1789 durch Daniel Gotthilf Moldenhawer für die Königliche Bibliothek ersteigert. Der sonstige schriftliche Nachlass Wasserschlebes gelangte erst 1824 als Schenkung Moldenhawers an die Königliche Bibliothek. Wasserschlebe wurde im nahgelegenen Bau (Bov) bestattet. Der kleine Flensburger Vorort, in dem das von ihm errichtete Landhaus bis heute erhalten blieb, erinnert mit seiner Benennung „Wassersleben“ an ihn.
Johann Paul Höpp war sein Großneffe.

## Sammler
Wasserschlebe hatte in Paris mit dem Aufbau einer Sammlung zeitgenössischer französischer Grafik begonnen und baute diese später in Kopenhagen auf einen Bestand von 10000 Blatt weiter aus. Sie befindet sich heute im Kupferstichkabinett der Königlich Dänischen Bibliothek.